# Берег (Вытегорский район)
Бе́рег — деревня в Вытегорском районе Вологодской области.
Входит в состав Саминского сельского поселения, с точки зрения административно-территориального деления — в Саминский сельсовет.

## Общие сведения
Расположена на левом берегу реки Самина. Расстояние до районного центра Вытегры по автодороге — 45,5 км, до центра муниципального образования посёлка Октябрьский по прямой — 4 км. Ближайшие населённые пункты — Анциферово, Загородская, Крюковская, Лахново, Саминский Погост, Силово, Титово.

## Население
По переписи 2002 года население — 27 человек (13 мужчин, 14 женщин). Всё население — русские.
| 2002 | 2010 |
| ---- | ---- |
| 27   | ↘17  |

## Известные уроженцы
- Меньшаков А. Н. (1933—2008) — заслуженный строитель РСФСР (1980), лауреат Государственной премии СССР за выдающиеся достижения в труде (1984).